# Nobuhiro Takeda (calciatore 1965)
Nobuhiro Takeda (Osaka, 22 marzo 1965) è un ex calciatore ed ex giocatore di calcio a 5 giapponese.

## Carriera
Utilizzato nel ruolo di portiere, ha come massimo riconoscimento in carriera la partecipazione con la Nazionale maschile di calcio a 5 del Giappone al FIFA Futsal World Championship 1989, dove la nazionale asiatica non ha superato il primo turno, affrontando Belgio, Argentina e Canada.